# Karl Lindström
Karl Fredrik Robert Lindström, född 4 januari 1859 i Stockholm, död 15 mars 1892 i Helsingfors, var en finländsk språkvetare.
Vid 13 års ålder flyttade Lindström med sina föräldrar, grosshandlaren Lindström och modern f. Ehrensvärd, till Helsingfors, där fadern gjorde affärer i timmer. Han blev student 1877 vid Bööks lyceum, filosofie kandidat 1884 vid Helsingfors universitet och promoverades till magister 1886. 1890 blev han lektor i svenska språket vid universitetet i Helsingfors.
Bland hans publikationer kan särskilt nämnas den tvådelade artikeln Studier på svensk språkbotten i Finland publicerad i Finsk Tidskrift 1885. Lindströms artiklar om finlandismer har utgjort en viktig grund för senare forskning kring finlandismer. Karl Lindström ansåg att alla finlandismer inte automatiskt var fel utan skilde mellan två olika typer av särdrag i svenskan i Finland. Det finns dels direkta fel som borde motarbetas så att de inte får fäste i skriftspråket. Lindström definierade också särdrag där svenskan i Finland var ”lika berättigad” eller stod på minst lika god språkhistorisk grund som svenskan i Sverige.